# Marthille
Marthille – miejscowość i gmina we Francji, w regionie Grand Est, w departamencie Mozela.
Według danych na rok 1990 gminę zamieszkiwało 178 osób, a gęstość zaludnienia wynosiła 17 osób/km² (wśród 2335 gmin Lotaryngii Marthille plasuje się na 867. miejscu pod względem liczby ludności, natomiast pod względem powierzchni na miejscu 572.).